# حصار مستشفى كمال عدوان
حصار مستشفى الشهيد كمال عدوان الحكومي تنطبق على عدة هجومات وحصارات فرضتها قوات الاحتلال الإسرائيلي على مستشفى الشهيد كمال عدوان وهو مستشفى حكومي عام يقع في بيت لاهيا في شمال قطاع غزة خلال حربها على غزة بين 2023 و2025، ويعد أحد أكبر المستشفيات في القطاع، وتبلغ القدرة السريرية الإجمالية له على 94 سرير تقريباً، وذلك في إطار استهداف البنية التحتية الصحية والطواقم الطبية الفلسطينية الأوسع خلال الإبادة الجماعية لغزة.

## الخلفية
كجزء من «الحرب الفلسطينية الإسرائيلية»، حاصر الجيش الإسرائيلي مستشفى كمال عدوان، وكان مستشفى كمال عدوان موقع صراع خلال الحرب الفلسطينية الإسرائيلية 2023 في أعقاب الاجتياح البري لقطاع غزة. ويأتي استهداف إسرائيل لكمال عدوان وسط استهداف إسرائيلي أوسع للمرافق الصحية في قطاع غزة. وفي 3 ديسمبر/كانون الأول، شن الجيش الإسرائيلي غارة على المنطقة المجاورة لمستشفى كمال عدوان، مما أسفر عن استشهاد أربعة أشخاص على الأقل. وفي 11 ديسمبر/كانون الأول، ذكر مدير مستشفى كمال عدوان أن إسرائيل قتلت والدتين وأطفالهما حديثي الولادة عندما استهدفت إسرائيل قسم الولادة. وأكدت الأمم المتحدة عمليات القتل التي جرت بحق المرضى الموجودين في مستشفى كمال عدوان.

## حصار وقصف مستشفى كمال عدوان (ديسمبر 2023)
في 12 ديسمبر 2023، داهم الجيش الإسرائيلي مستشفى كمال عدوان. وقال رئيس قسم طب الأطفال إن الجيش الإسرائيلي أمر جميع الرجال والصبية فوق سن السادسة عشرة بمغادرة المستشفى ليتم تفتيشهم. وتم اعتقال 70 من الكوادر الطبية واقتيادهم إلى جهة مجهولة. وصرح رئيس منظمة الصحة العالمية، الدكتور تيدروس أدهانوم غيبريسوس، بأنه "قلق للغاية" بشأن الوضع مستشفى في كمال عدوان.
وأصدر الجيش الإسرائيلي فيما بعد "شريط فيديو" يدعي أنه أظهر أفراد المقاومة بالقرب من كمال عدوان وهم يسلمون أسلحتهم. وسرعان ما تم دحض هذه الادعاءات من قبل عائلات الأشخاص الذين تعرفوا على أقاربهم غير المقاتلين. وتم دحض هذه الرواية بعد تحقيق قام به المرصد الأورومتوسطي لحقوق الإنسان.
في 14 ديسمبر/كانون الأول 2023، أفادت وزارة الصحة في غزة أنه تم إجلاء 2500 شخص من النازحين قسراً، وأن جنود الجيش الإسرائيلي منعوا الطاقم الطبي من مواصلة تقديم الدعم لـ 12 طفلاً في العناية المركزة وعشرة مرضى في قسم الطوارئ، مما أدى إلى وفاة شخصين. وذكر الدكتور تيدروس أدهانوم غيبريسوس أن المرضى غادروا مستشفى كمال عدوان، مما أدى إلى وفاة المرضى، بما في ذلك طفل يبلغ من العمر تسع سنوات.
وفي 16 ديسمبر/كانون الأول 2023، سحقت الجرافات الإسرائيلية الأشخاص الذين كانوا يحتمون خارج المستشفى. ووصف أحد المراسلين المجزرة "بانها مجزرة مروعة ومشاهد لا توصف"، قائلاً: "تم دفن العشرات من النازحين والمرضى والجرحى أحياء". وقال رجل إن ابنه البالغ من العمر 25 عاماً دفنته جرافات الجيش الإسرائيلي حياً في كمال عدوان. وقال مدير عام وزارة الصحة في غزة، منير البرش، أن القوات الإسرائيلية أطلقت النار عليه بينما كان يعقد مؤتمراً صحفياً أمام المستشفى، وأن القوات الإسرائيلية اعتقلت 70 عاملاً في المجال الطبي.
وتدعي إسرائيل أن المستشفى تم استخدامه لإيواء المقاومين، بحجة أن هذا يبطل الحماية التي توفرها اتفاقيات جنيف. وتزعم إسرائيل أنها اعتقلت 80 من نشطاء حماس في القاعدة وعثرت على أسلحة في الموقع. وأفاد العاملون أن القوات الإسرائيلية أطلقت النار على الأطباء وأطلقت الكلاب لضرب المرضى المعاقين.

### اعتقال واستجواب مدير المستشفى
جرى اعتقل مدير المستشفى أحمد الكحلوت بعد سيطرة الجيش الإسرائيلي على المستشفى. وبعد استجوابه من قبل الجيش الإسرائيلي، أفاد الجيش الإسرائيلي أنه اعترف بأن المستشفى كان يستخدم كمركز للعمليات العسكرية. وبحسب ما ورد قال إنه انضم إلى حماس في عام 2010 برتبة تعادل عميد، وأن العديد من موظفي المستشفى، بما في ذلك الأطباء والممرضات والمساعدين الطبيين وغيرهم، خدموا أيضًا كأعضاء في كتائب القسام التابعة لحماس.
وقالت وزارة الصحة في غزة إن "اعترافات الكحلوت تم انتزاعها تحت استخدام القوة والإكراه والتعذيب والترهيب". وقالت وزارة الصحة إن الكحلوت يعمل في الخدمات الطبية العسكرية التابعة لوزارة الداخلية في فلسطين، وأن رتبة عميد كانت جزءاً من نظام التصنيف الذي تستخدمه وزارة الداخلية.

## مايو 2024
في مايو 2024، قصفت إسرائيل محيط المستشفى، وهو ما صرح به رئيس منظمة الصحة العالمية تيدروس أدهانوم غيبريسوس في 19 مايو بأنه "مقلق للغاية". صرح أدهانوم غيبريسوس في 21 مايو أن المستشفى تعرض للهجوم أربع مرات في الأربع والعشرين ساعة السابقة. في نفس اليوم، تم إخلاء المستشفى، على الرغم من عدم تمكن المرضى المتصلين بالأجهزة من الإخلاء. صرح المسعفون في 22 مايو أن الصواريخ أصابت قسم الطوارئ في المستشفى. في 24 مايو، تجمعت القوات الإسرائيلية خارج مدخل المستشفى، مما دفع رئيس التمريض في المستشفى إلى التصريح، "إنه يعتبر عمليًا، لأنه محاصر، وليس عاملاً". تعرض المستشفى لقصف مدفعي مرتين. في 25 مايو، صرح رئيس قسم طب الأطفال أن القوات الإسرائيلية لا تزال تحاصر المستشفى. بعد انسحاب إسرائيل من مخيم جباليا للاجئين، أعلنت وكالة الدفاع المدني التابعة لحماس في غزة أن الجيش الإسرائيلي دمر المولدات الكهربائية الرئيسية للمستشفى. في أغسطس/آب 2024، حذر المسؤولون في مستشفى كمال عدوان من أن المستشفى معرض لخطر الإغلاق بسبب نقص الوقود والأدوية، مما يعرض 11 طفلاً لخطر الموت.

## ردود الفعل
- دعت وزيرة الصحة الفلسطينية مي الكيلة إلى إجراء تحقيق في التصرفات الإسرائيلية في كمال عدوان.[34]
- دعا مجلس العلاقات الأمريكية الإسلامية إلى إجراء تحقيق دولي للأمم المتحدة.[35]
- صرح رئيس منظمة الصحة العالمية تيدروس أدهانوم غيبريسوس أن المنظمة شعرت بالفزع من "التدمير الفعال" للمستشفى.[36]
- دعت الأمم المتحدة إلى إجراء تحقيق.[37]